# Falcileptoneta tsushimensis
Falcileptoneta tsushimensis là một loài nhện trong họ Leptonetidae.
Loài này thuộc chi Falcileptoneta. Falcileptoneta tsushimensis được T. Yaginuma miêu tả năm 1970.